# Nosopsyllus abramovi
Nosopsyllus abramovi är en loppart som först beskrevs av Ioff 1946.  Nosopsyllus abramovi ingår i släktet Nosopsyllus och familjen fågelloppor. Inga underarter finns listade i Catalogue of Life.